# Главное командование советских войск на Дальнем Востоке
Главное командование советских войск на Дальнем Востоке (ГК СВДВ) — орган стратегического руководства группой фронтов, Тихоокеанского флота и Амурской флотилией на Дальневосточном театре военных действий во время Советско-японской войны и объединения ВС СССР.

## История организационного строительства
Летом 1944 года по окончании Белорусской операции Верховным Главнокомандующим И. В. Сталиным было принято решение о назначении Маршала Советского Союза А. М. Василевского главнокомандующим советских войск на Дальнем Востоке после окончания войны с Германией. Василевский включился в разработку плана войны с Японией 27 апреля 1945 года, по окончании Восточно-Прусской операции, хотя черновые наброски плана были сделаны ещё осенью 1944 года. Под его руководством к 27 июня был подготовлен план Маньчжурской стратегической наступательной операции, который был одобрен Ставкой и Государственным Комитетом Обороны. 5 июля 1945 года, переодетый в форму генерал-полковника, с документами на имя Васильева, Василевский прибыл в Читу.
Главное командование советских войск на Дальнем Востоке создано решением Ставки Верховного Главнокомандующего 30 июля 1945 года в преддверии войны с Японией. Главнокомандующим советских войск на Дальнем Востоке решением ГКО 30 июля 1945 года был назначен Маршал Советского Союза Василевский Александр Михайлович.
Штаб Главного командования располагался в Чите с 1 по 19 августа 1945 года, а с 20 августа по 3 сентября 1945 года — в Хабаровске.
При Главнокомандующем советскими войсками на Дальнем Востоке была создана оперативная группа тыла во главе с заместителем начальника тыла Красной Армии генерал-полковником В. И. Виноградовым. В неё входили группа офицеров штаба тыла, представители Центрального управления военных сообщений, Главного автомобильного управления, Главного дорожного управления, управлений снабжения горючим, продовольственного и вещевого снабжения, Главного военно-санитарного управления и Главного трофейного управления.
По окончании войны с Японией упразднено 17 декабря 1945 года, как выполнившее свою задачу.

## Силы и средства в подчинении
В состав Главного командования вошли:
- управление;
- Забайкальский фронт;
- Дальневосточный фронт (с 5 августа 1945 года преобразован во 2-й Дальневосточный фронт);
- Приморская группа войск (с 5 августа 1945 года преобразована в 1-й Дальневосточный фронт;
- Тихоокеанский флот;
- Амурская военная флотилия.

Решением Ставки ВГК 5 августа 1945 года Дальневосточный фронт переименован во 2-й Дальневосточный фронт, а Приморская группа войск — в 1-й Дальневосточный фронт.
К началу Советско-японской войны (9 августа 1945 года) под управлением Главного командования на Дальнем Востоке боевой состав советских войск насчитывал 11 общевойсковых, танковую и 3 воздушные армии, 3 армии ПВО территории страны, флот и флотилию. В их состав входили управления 33 корпусов, 131 дивизии и 117 бригад основных родов войск. Сухопутную границу СССР прикрывал 21 укреплённый район.

## В действующей армии
В составе действующей армии:
- с 9 августа 1945 года по 3 сентября 1945 года.

## Операции и битвы
Главным командованием советских войск на Дальнем Востоке с 9 августа 1945 года по 2 сентября 1945 года проведена Маньчжурская стратегическая наступательная операция в составе операций:
- Хингано-Мукденская наступательная операция[11][12];
- Харбино-Гиринская наступательная операция[13];
- Сунгарийская наступательная операция;
- Южно-Сахалинская наступательная операция;
- Курильская десантная операция.

## Руководящий состав
- Главнокомандующий — Маршал Советского Союза А. М. Василевский[14] (приказ Ставки ВГК № 11120 от 30 июня 1945 г.);
- Заместитель главнокомандующего — генерал армии И. И. Масленников (приказ Ставки ВГК № 11123 от 10 августа 1945 г.);
- Начальник штаба — генерал-полковник С. П. Иванов[15] (приказ Ставки ВГК № 11121 от 2 августа 1945 г.);
- Член военного совета — генерал-лейтенант (с 08.09.1945 г. — генерал-полковник) И. В. Шикин (приказ Ставки ВГК № 11123 от 10 августа 1945 г.);
- Командующий ВМС — народный комиссар ВМФ адмирал флота Н. Г. Кузнецов;
- Командующий ВВС — главный маршал авиации А. А. Новиков;
- Командующий артиллерией — маршал артиллерии М. Н. Чистяков;
- Начальник инженерных войск — генерал-полковник инженерных войск К. С. Назаров;
- Начальник войск связи — генерал-полковник войск связи Н. Д. Псурцев[16];
- Начальник тыла — генерал-полковник В. И. Виноградов[17].

## Благодарности Верховного Главнокомандующего
Воинам Главного командования советских войск на Дальнем Востоке приказом Верховного Главнокомандующего № 372 от 23 августа 1945 года за отличные боевые действия в боях с японцами на Дальнем Востоке объявлена благодарность. В ознаменование одержанной победы соединения, части и корабли, наиболее отличившиеся в боях на Дальнем Востоке, представлены к присвоению наименований «Хинганских», «Амурских», «Уссурийских», «Харбинских», «Мукденских», «Сахалинских», «Курильских», «Порт-Артурских» и к награждению орденами.

## Награды
- Василевский Александр Михайлович, Маршал Советского Союза, Главнокомандующий Главного командования советских войск на Дальнем Востоке за образцовое выполнение боевых заданий Верховного Главнокомандования по руководству операциями на фронте борьбы с японскими милитаристами и достигнутые в результате этих операций решающие успехи Указом Президиума Верховного Совета СССР от 8 сентября 1945 года удостоен звания дважды Героя Советского Союза. Золотая Звезда № 78[19].
- Масленников Иван Иванович, генерал армии, Заместитель Главнокомандующего Главного командования советских войск на Дальнем Востоке Указом Президиума Верховного Совета СССР от 8 сентября 1945 года удостоен звания Героя Советского Союза.
- Новиков Александр Александрович, главный маршал авиации, командующий ВВС Главного командования советских войск на Дальнем Востоке за образцовое выполнение боевых заданий командования на фронте борьбы с японскими милитаристами, Указом Президиума Верховного Совета СССР от 8 сентября 1945 года удостоен звания дважды Героя Советского Союза. Золотая Звезда № 77[20].
- Иванов, Семён Павлович, генерал-полковник, начальник штаба Главного командования советских войск на Дальнем Востоке казом Президиума Верховного Совета СССР от 8 сентября 1945 года за умелое руководство войсками, личное мужество и отвагу, проявленные в боях, удостоен звания Героя Советского Союза. Золотая Звезда № 7775.
- Кузнецов Николай Герасимович, адмирал флота, командующий ВМС Главного командования советских войск на Дальнем Востоке за образцовое выполнение заданий Верховного Главнокомандования по руководству боевыми операциями флотов, в том числе Тихоокеанского флота и достигнутые в результате этих операций успехи Указом Президиума Верховного Совета СССР от 14 сентября 1945 года удостоен звания Героя Советского Союза. Золотая Звезда № 8608[21].
- Шикин Иосиф Васильевич, генерал-лейтенант, член военного совета Главного командования советских войск на Дальнем Востоке, за умелое и мужественное руководство боевыми операциями и за достигнутые в результате этих операций успехи в боях с японскими милитаристами награждён орденом Суворова I степени[22].